# Hrvatski holokaust
Hrvatski holokaust (engl. Croatian Holocaust) knjiga je autora Johna Ivana Prcele i dr. Dražena Živića koja opisuje povijest represije, zločine i teror jugoslavenskih komunista nakon završetka Drugog svjetskog rata u Jugoslaviji.
Knjiga je izvorno objavljena 2001. godine.
Iznosi svjedočanstva o partizanskim zločinima nad Hrvatima na Križnim putevima.
Po mišljenju pisaca knjige vojne snage pod vrhovnim zapovjedništvom Josip Broza Tita na velikom broju mjesta diljem bivše Jugoslavije počinile su nakon završetka Drugoga svjetskog rata masovna ubojstva genocidnog razmjera nad vojnicima NDH i civilima. John Ivan Prcela i dr. Dražen Živić smatraju kako je broj tih poslijeratnih žrtava teško utvrditi, ali njihova procjena se kreće između 200.000 i 600.000 Hrvata.

## Hrvatsko izdanje
- izdavači: Hrvatsko društvo političkih zatvorenika, Zagreb
- godina: 2001.
- ISBN 953-9776-02-3

## Vanjske poveznice
- John Ivan Prcela; Dražen Živić. 2001. Hrvatski holokaust Hrvatsko društvo političkih zatvorenika